# حساب کاربری گوگل

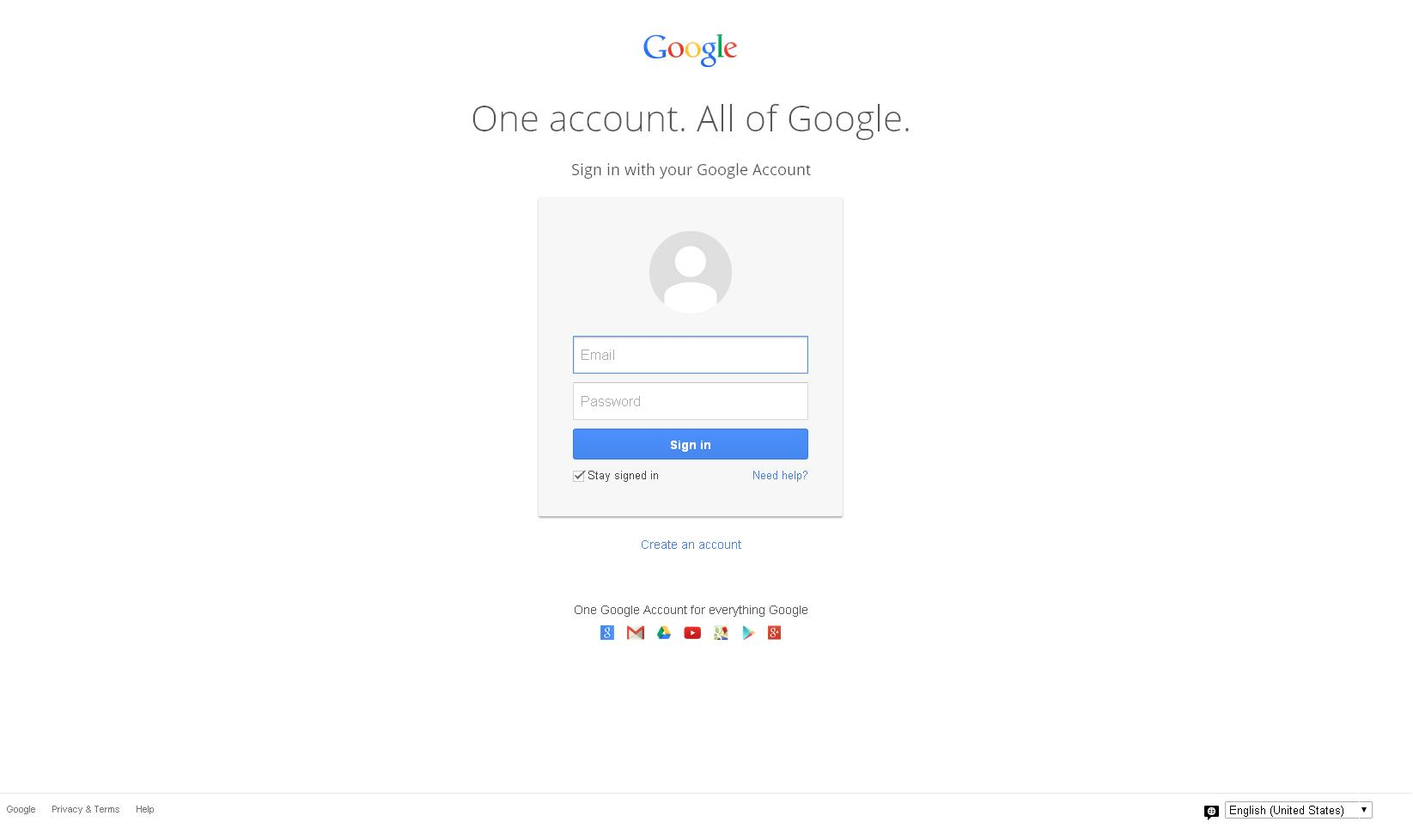
حساب کاربری گوگل

یک حساب کاربری گوگل (به انگلیسی: Google Account) می‌تواند به خدماتی از جمله بلاگر، یوتیوب، گروه‌های گوگل و دیگر خدمات گوگل دسترسی داشته باشد. برای ایجاد این حساب کاربری می‌توان یک جیمیل ساخت. در کشورهای عضو اتحادیهٔ اروپا، جیمیل با نام گوگل میل شناخته می‌شود و نام تجاری خود را ندارد.

## برنامه‌های کاربردی
پس از ایجاد یک حساب کاربری گوگل، کاربران می‌توانند برنامه‌های دیگر گوگل را اضافه کنند. تنظیمات حساب کاربری شما در یک مکان ذخیره می‌شود اما بعضی از برنامه‌های ممکن است تنظیمات مربوط به خود را در خودش ذخیره کند. برنامه‌های کاربردی گوگل که با استفاده از این حساب کاربری در دسترس اند عبارتند از:

## پیوندبهبیرون
وب سایت رسمی